# 移植 (植物)
在農業及園藝中，移植（英語：Transplanting）是一種將植物由原來地方，移動到另一個地方種植的過程與技術。一般來說，植物可能是由種子開始，先在溫室，或是受到保護的苗圃種植，讓它長大到某個程度，再移動到另一個地方，讓它繼續生長。在一些觀賞植物的景觀，移植物一旦不小心，就有可能有殺死植物的重大風險。
移植有多種應用，包括：
- 延長的生長季節通過啟動植物在室內，室外前條件有利。
- 從保護年輕的植物病害和蟲害，直到它們被充分證明。
- 通過播種苗而不是直接播種來避免發芽問題。

不同的物種和品種對移植的反應不同；對某些人來說，不建議這樣做。在所有情況下，避免移植休克（移植過程中受到的壓力或損傷）是主要關注點。在受保護的條件下種植的植物通常需要一段時間的適應期，稱為硬化（另見抗凍性）。此外，應盡量減少根部幹擾。移植發生的生長階段、移植期間的天氣條件、移植後立即進行的處理是其他重要因素。

## 外部鏈接

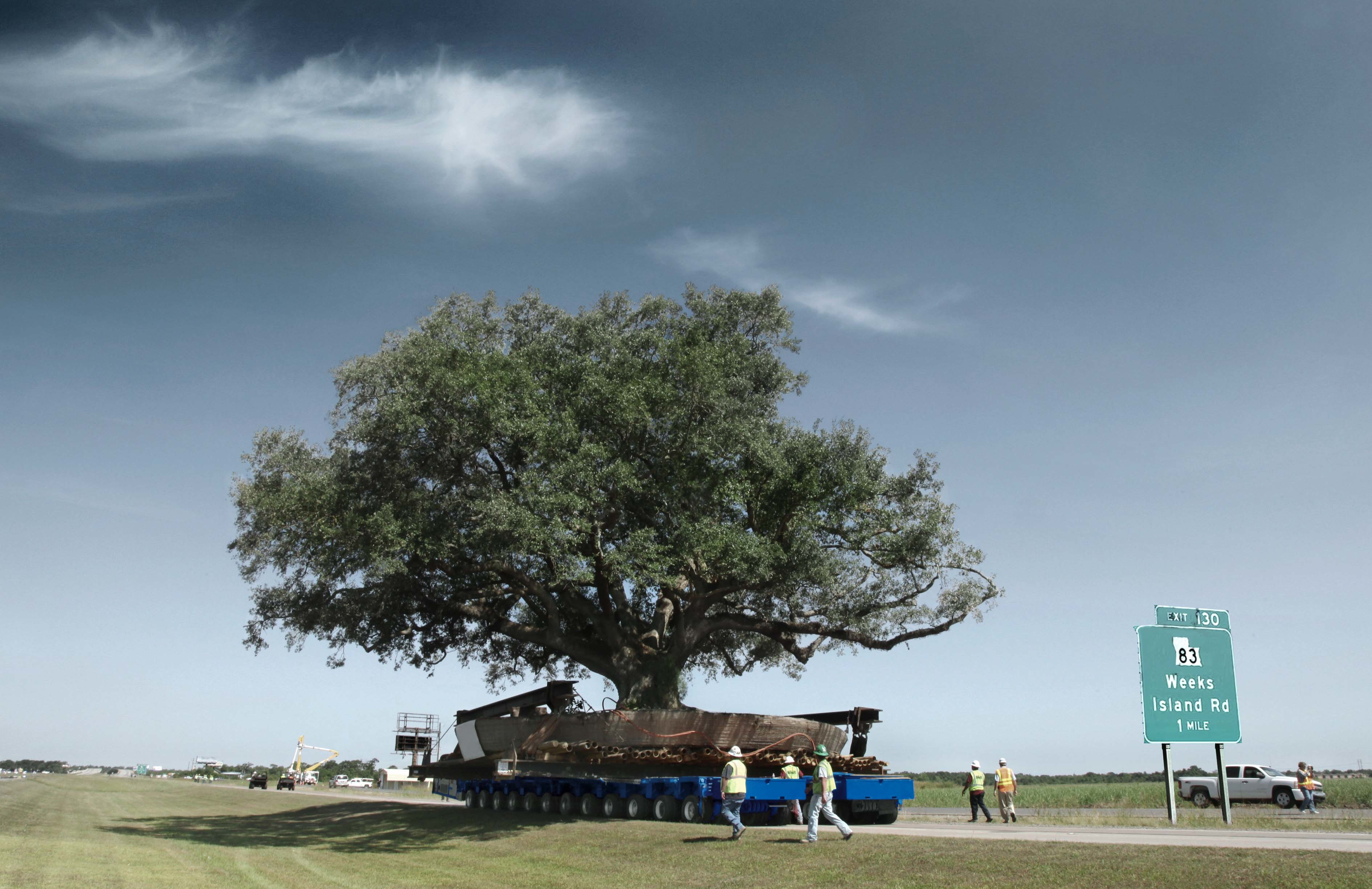

- Transplanting to improve the landscape of your Garden